# Southern Air Charter
Southern Air Charter (mã IATA = PL) là hãng hàng không của Bahamas, trụ sở ở Nassau. Hãng tập trung chủ yếu vào dịch vụ cung cấp các chuyến bay thuê bao và có vài tuyến đường chở khách thường xuyên trong nước.

## Các nơi đến
Tuyến đường thường xuyên trong nước:
- - Nassau, Bahamas
  - Stella Maris, (Long Island)
  - Deadman's Cay, (Long Island)
  - North Eleuthera, (Eleuthera).
  - Governor's Harbor, (Eleuthera).

Các tuyến bay thuê bao:
- Cuba

- Ciego de Avila
- La Habana
- Varadero

- Haiti

- Cap Haitien
- Port au Prince

- Cộng hòa Dominican

- La Romana
- Puerto Plata

## Đội máy bay
- Piper Aztec - (5 chỗ)
- King Air - (9 chỗ)
- Beech 1900's - (19 chỗ)

## Tai nạn
Ngày 22.10.2004 máy bay Beech 1900C của Southern Air Charter chở khách thuê bao đã bị rớt xuống nước ngoài Sân bay South Beach, New Providence. Không ai bị thương tổn.